# ISO 10642
ISO 10642 er en ISO standard for en Skrue.
En Stålskrue ISO 10642 er en af de mest brugte skruer inden for befæstelse området.
| Gevind     | M3   | M4   | M5   | M6    | M8    | M10  |
| ---------- | ---- | ---- | ---- | ----- | ----- | ---- |
| Bredde dk: | 6,72 | 8,96 | 10,2 | 13,44 | 17,92 | 22,4 |
| Længde k:  | 1,86 | 2,48 | 3,1  | 3,72  | 4,96  | 6,2  |
| Bredde s:  | 2    | 2,5  | 3    | 4     | 5     | 6    |
| Torx:      | -    | T20  | T25  | T30   | T40   | -    |
| Længde b:  | 18   | 20   | 22   | 24    | 28    | 32   |

| Gevind     | M12  | M14   | M16  | M20   |
| ---------- | ---- | ----- | ---- | ----- |
| Bredde dk: | 26,8 | 30,88 | 33,6 | 40,32 |
| Længde k:  | 7,44 | 8,4   | 8,8  | 10,16 |
| Bredde s:  | 8    | 10    | 10   | 12    |
| Torx:      | -    | -     | -    | -     |
| Længde b:  | 36   | 40    | 44   | 52    |

## Reference
- bolte.dk Arkiveret 17. juli 2015 hos  Wayback Machine